# MATRIX
『MATRIX』（メイトリックス）は、1995年2月25日にリリースしたMATRIXのアルバム。

## 収録曲
1. ELECTRON
  - 作曲・編曲：MATRIX
2. ANYTHING YOU WANT
  - 作曲・編曲：MATRIX、ゲイリー・ライト、Maguy Jean-Baptiste
3. COM....
  - 作曲・編曲：MATRIX
4. LOVE OUT OF CONTROL
  - 作曲・編曲：MATRIX、ゲイリー・ライト
5. MOVE ON
  - 作曲・編曲：MATRIX、ゲイリー・ライト、Britt Savage
6. SILENT
  - 作曲・編曲：MATRIX
7. SOMETHING
  - 作曲・編曲：MATRIX、Lori Werner、David Henderson
8. VINTAGE MEDIA
  - 作曲・編曲：MATRIX
9. MARS
  - 作曲・編曲：MATRIX、Lori Werner
10. MATRIX
  - 作曲・編曲：MATRIX
11. WINGS
  - 作曲・編曲：MATRIX

## 参加ミュージシャン
- 日向大介 - プロデュース、演奏、レコーディング・エンジニア、ミキシング
- 明石昭夫 - プロデュース、演奏
- ゲイリー・ライト - レコーディング・エンジニア、ミキシング
- Bud Rizzo - レコーディング・エンジニア、ミキシング
- スタン・カタヤマ - レコーディング・エンジニア、ミキシング